# Табановце
Табановце (мкд. Табановце) је насеље у Северној Македонији, у крајње северном делу државе. Табановце припада општини Куманово.
Табановце има велики значај за српску заједницу у Северној Македонији, пошто Срби чине већину становништва у насељу. Такође, насеље познато и по истоименом граничном прелазу ка српском граничном прелазу Прешево.

## Географија
Табановце је смештено у крајње северном делу Северне Македоније, на самој граници са Србијом, која се налази 2,5 km северно од насеља. Од најближег града, Куманова, село је удаљено 9 km северно.
Село Табановце се налази у историјској области Жеглигово, у равничарском крају, на приближно 400 метара надморске висине.
Месна клима је континентална са слабим утицајем Егејског мора (жарка лета).

## Историја
У селу је фебруара 1896. године било пописано 75 српских кућа.
У пролеће 1905. године чета српских четника под командом потпоручника Драгомира Протића добија задатак да се са четом војводе Владимира Ковачевића, пробије до Пореча и угрожене чете Мицка Крстића. У Протићев задатак спадао је и пренос великог броја пушака и муниције за наоружавање Пореча. Чета је по силаску са планине Козјак, нападнута од турске војске код села Табановца. После пар сати неравноправне борбе, готово цела чета је уништена а Протић је погинуо. Преосталих неколико четника се предало Турцима, који су их спровели у Куманово. Пред Кумановским ућуматом заробљене четнике сачекала је бесна маса локалних муслимана и линчовала их на лицу места.
Погинули четници код Табановца и у Куманову:
- Драгомир Протић
- Драгомир Васиљевић
- Веселин Веселиновић
- Сава Јовановић
- Трајко Ђорђевић
- Радоња Радуловић
- Сава Стефановић
- Давид Пчињанин
- Стојан Кумановац
- Трајче Кумановац
- Никола Јабланичанин

Због борби које су се догодиле претходне године, народ се повукао у своје домове. Светосавска прослава је одржана скромно и само у српској школи, чинодејствовао је кумановски свештеник поп Јован Петровић. Домаћин школске славе био је тада Стојко Севдиновић, а за следећу годину се прихватио нови Митре Бојковић.

## Становништво
Крајем 19. века у статистици Васила Канчова („Македония. Етнография и статистика“) из 1900. године Табановце је село од 500 становника хришћанске вероисповести, наводно „Бугара“. Секретар Бугарске егзархије Димитар Мишев за 1903. годину даје број од 480 „Бугара патријаршиста-србомана“ и даје податак да је у селу постојала српска школа.
Табановце је према последњем званичном попису из 2021. године имало 817 становника.
Претежна вероисповест месног становништва је православље, а мањинска ислам.
| Национални састав према попису из 2021.‍ | Национални састав према попису из 2021.‍ | Национални састав према попису из 2021.‍ | Национални састав према попису из 2021.‍ | Национални састав према попису из 2021.‍ |
| --------------------------------------- | --------------------------------------- | --------------------------------------- | --------------------------------------- | --------------------------------------- |
|                                         |                                         |                                         |                                         |                                         |
| Срби                                    | Срби                                    |                                         | 294                                     | 35,9%                                   |
| Македонци                               | Македонци                               |                                         | 241                                     | 29,5%                                   |
| Албанци                                 | Албанци                                 |                                         | 211                                     | 25,8%                                   |